# Aurora (Ontario)
Aurora és un ric municipi suburbà d'Ontario situat a la municipalitat regional de York, aproximadament a 40 km al nord de Toronto. Al cens del 2016 hi havia una població de 55.445 habitants.

## Situació
Es troba a la morrena d'Oak Ridges, dins de la regió del Gran Toronto i del Golden Horseshoe.
La ciutat forma part de la circumscripció federal de Newmarket - Aurora. Actualment, la circumscripció està representada per Belinda Stronach, membre del Partit Liberal del Canadà.

## Història

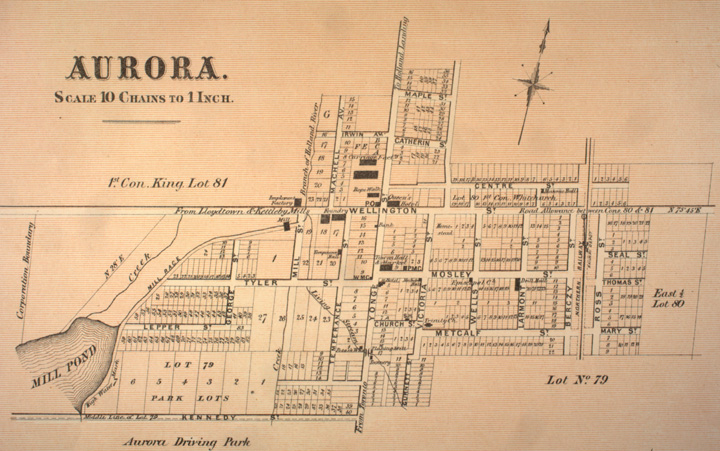
Aurora, 1878

La ciutat es va establir originalment el 1854 quan la cruïlla del carrer Yonge i un nou ferrocarril la van convertir en una ubicació ideal.

## Demografia
La població d’Aurora era de 47.629 habitants el 2006 i 40.167 el 2001. Això correspon a un creixement demogràfic del 18,6 % en cinc anys. 36.855 persones parlen anglès com a llengua materna, 660 francès, 105, anglès i francès i 9.415 una altra llengua. El 9,9 % de la població domina les dues llengües oficials del Canadà. El 22,3 % de la població és immigrant.
El 28 % de la població de quinze anys o més a Aurora té un certificat, diploma o títol universitari.

## Personalitats
- Frank Stronach
- Belinda Stronach

## Esport
En hoquei júnior, la ciutat és la seu dels Aurora Tigers.